# Principi de Fourier
El  principi de Fourier  o  principi d'homogeneïtat dimensional  és un principi de bona formació de les expressions que relacionen magnituds físiques. D'acord amb aquest principi físic només poden sumar-se o restar-quantitats físiques que tinguin les mateixes dimensions físiques. És a dir, tots els termes additius d'una equació física han de tenir, finalment, les mateixes dimensions físiques.

## Exemple
El principi pot il·lustrar mitjançant un exemple, per exemple si considerem l'expressió: {\displaystyle Ax^{2}+By=CD\,} que representa una suma de magnituds físiques i si a més aquesta suma és dimensionalment correcta llavors, pel principi de Fourier, s'ha de complir: 
{\displaystyle [Ax^{2}]=[By]=[CD]\,} (Equació dimensionalment correcta).
Les constants numèriques són adimensionals i les constants físiques tenen dimensió diferent de la unitat:
e = 2,718281 ... (base dels logaritmes neperians) → {\displaystyle [e]=1};
c = 299.792.458 m/s (velocitat de la llum en el buit) → {\displaystyle [c]=LT^{-1}}